# Musa Hajdari
Musa Hajdari (Kamenica, 11. listopada 1987. - ) je kosovski atletičar i srednjeprugaš na 800 i 1500 metara. Bio je jedini predstavnik Kosova na Svjetskom prvenstvu u atletici 2015. u Pekingu, gdje se natjecao u utrci na 800 metara. Drži nekoliko kosovskih državnih atletskih rekorda.

## Karijera

### 2013.
1. lipnja 2013. Hajdari trčao na svom prvom međunarodnom natjecanju, memorijalu Yilmaza Sazaka u Istanbulu, gdje je pobijedio na utrci na 1500 metara istrčavši 4:17,73.

### 2015.
1. svibnja 2015. Hajdari je zauzeo drugo mjesto, iza bosanskohercegovačkog srednjeprugaša Dušana Babića, na međunarodnom natjecanju u Baru, u Crnoj Gori.
Kao jedini predstavnik Kosova na Svjetskom prvenstvu u atletici 2015. u Pekingu Hajdari se natjecao u utrci na 800 metara, gdje je u kvalifikacijama istrčao državni rekord.
| Atletičar    | Disciplina | Kvalifikacije | Kvalifikacije | Poluzavršnica | Poluzavršnica | Završnica | Završnica |
| Atletičar    | Disciplina | Vrijeme       | Plasman       | Vrijeme       | Plasman       | Vrijeme   | Plasman   |
| ------------ | ---------- | ------------- | ------------- | ------------- | ------------- | --------- | --------- |
| Musa Hajdari | 800 metara | 1:47.70 NR    | 21.           | DNA           | DNA           | DNA       | DNA       |

- NR - državni rekord
- DNA - nije se kvalificirao